# Siège de Collioure (1642)
Pour les articles homonymes, voir Siège de Collioure.
Guerre de Trente Ans
Guerre des faucheurs
Batailles
Le siège de Collioure est un des épisodes de la guerre des faucheurs, durant la guerre de Trente Ans qui s'est déroulé en mars-avril 1642 et qui s'est soldé par une victoire française.

## Préambule
Peu de temps après la révolte provoquée par le Corpus de Sang, l'armée de Philippe IV d'Espagne occupa Tortose et Tarragone, le 17 janvier 1641, face à la pénétration alarmante de l'armée castillane, dirigée par Pau Claris de la Généralité de Catalogne, proclame la République catalane en acceptant une alliance politique et militaire avec la France, plaçant la Catalogne sous l'obéissance de Louis XIII. Quelques jours plus tard, avec l'aide de l'armée française, la Generalitat obtient une importante victoire militaire à la bataille de Montjuïc le 26 janvier 1641, et les troupes castillanes se replient sur Tarragone.
Le 4 mai 1641, les troupes françaises d'Henri d'Escoubleau de Sourdis se présentent devant Tarragone et commencent le blocus de la ville avec l'infanterie de Philippe de La Mothe-Houdancourt. Pendant les mois de mai et juin, il y plusieurs combats autour de Tarragone. Le 9 mai, les Français prennent le fort de Salou et le 13 mai ils gagnent la bataille de Constantí. Après avoir été vaincus du lors de la première bataille navale de Tarragone, les Espagnols construisent une nouvelle troupe commandée par García Álvarez de Tolède y Mendoza qui parvient à ravitailler la ville, permettant à une colonne castillane de 4 500 hommes de quitter Tarragone le 23 mars 1642 pour secourir Perpignan, isolée au nord.

## Le siège
Louis XIII entreprit, en 1642, de reprendre aux Espagnols Collioure, dans le Roussillon.
Le maréchal de La Meilleraie, renommé pour ses talents dans les sièges, fut chargé de conduire l'entreprise. Sous ses ordres était Abraham Fabert, plébéien, devenu officier général par sa valeur héroïque, son sens droit et étendu et son coup-d'oeil. Il commandait alors le 1er bataillon des Gardes françaises.
Le 18 mars, sous les ordres d'Abraham de Fabert, les Gardes françaises ouvrent la tranchée devant Collioure, et du château royal de Collioure, du côté de la redoute Sainte-Thérèse. Participent également à ce siège les Gardes suisses, le régiment de Champagne, le régiment d'Essiat mais aussi d'Artagnan avec les mousquetaires du Roi, les gendarmes et la cavalerie légère du roi qui inspectent les collines qui dominent la ville tandis que la flotte française bloque le port. Il y a aussi les régiments de cavalerie d'Enghien, de Conti, de Roquelaure, d'Espenan, de Cinq-Mars, de Béarn et de Melleraye. Ils disposent également de 46 canons et de 8 mortiers pour attaquer la place.
Le 24 mars, 3 000 espagnols retranchés sur une colline et couverts par un ruisseau défendaient cette position d'où il fallait les chasser pour faire l'approche totale de la place. L'entreprise était hasardeuse et difficile. Fabert s'avance avec le 1er bataillon des Gardes françaises et les autres le suivirent. Après avoir rejoint les Espagnols, les troupes françaises les attaquent, les culbutent et les poursuivent l'épée dans les reins jusqu'aux portes de Collioure, défendu par le marquis de Mortara. Ils emportent ensuite le fort d'Argillers et la redoute Sainte-Thérèse.
Les défenseurs étaient privés d'eau par la destruction du puits, avec 3 000 victimes entre morts et blessés et sans possibilité de recevoir des renforts, car les troupes de Pedro Antonio Fernandez de Cordoue qui allaient à leur secours avaient été défaites à la bataille de Montmeló.
Le 1er avril, les troupes françaises entrent de vive force dans la ville.

## Conséquence
Le marquis de Mortara accepta de se rendre à condition de quitter la place avec 2 canons. Il obtint également le passage de ses blessés et malades (environ 400 personnes) à Tarragone. Le reste des troupes se dirigea vers l'Espagne via la France puis vers Pampelune, par le chemin le plus court.
Les places fortes de Perpignan et de Salses, étant totalement isolées, elles capitulent tour à tour et ces prises terminèrent la campagne en Catalogne.